# إف 1 2009 (لعبة فيديو)
إف 1 2009 (بالإنجليزية: F1 2009)‏ ، هي لعبة فيديو إلكترونية من نوع رياضة سباق الفورمولا ون، صدرت اللعبة في السوق سنة 2009م، وتعمل لأنظمة بلاي ستيشن بورتبل ونينتندو وي ومتجر آي أو إس التابعة لشركة آبل الأمريكية.